# Parque nacional de Kampinos
Parque nacional de Kampinos (en polaco: Kampinoski Park Narodowy) es un Parque nacional en el centro-este de Polonia, en el Voivodato de Mazovia, en las afueras al noroeste de Varsovia. 
La idea de crear un parque aquí apareció por primera vez en la década de 1920. En la década de 1930 las primeras reservas forestales se abrieron: Granica, Sieraków y Zamczysko. Hoy en día, estas reservas son mucho más grandes y están estrictamente protegidas.
El parque fue creado en 1959, con una superficie total de 407 kilómetros cuadrados (157 millas cuadradas). Cubre el antiguo Bosque Kampinos (Puszcza Kampinoska), y en enero de 2000 la zona fue añadida a la lista de la UNESCO de Reservas de Biosfera. El parque es ahora un poco más pequeño de lo que fue, pues abarca 385,44 kilómetros cuadrados, de los cuales 46,38 km² están estrictamente protegidos.